# Prnjavor (Oprisavci)
Prnjavor is een plaats in de gemeente Oprisavci in de Kroatische provincie Brod-Posavina. De plaats telt 242 inwoners (2001).

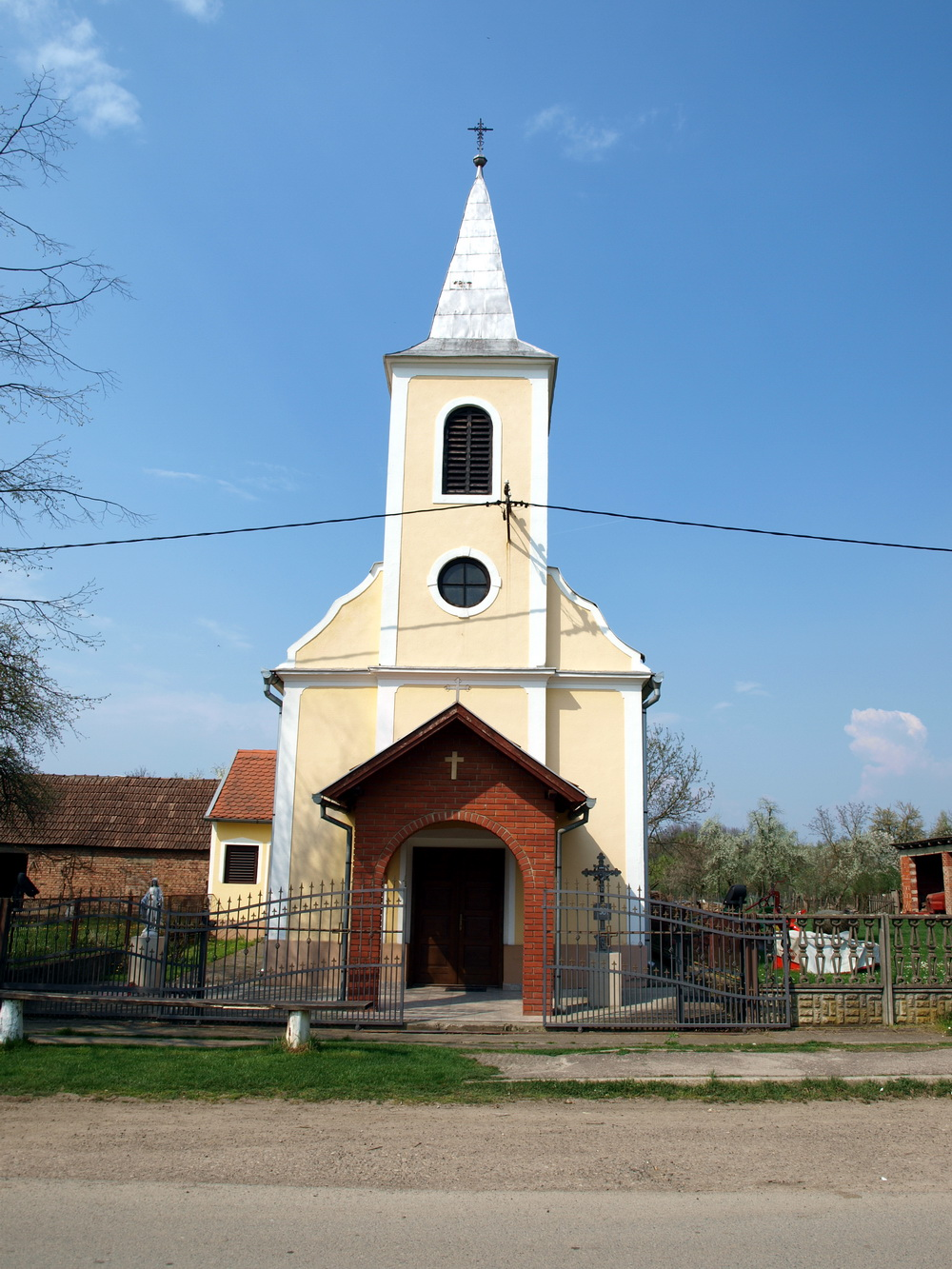
Kerk in Prnjavor
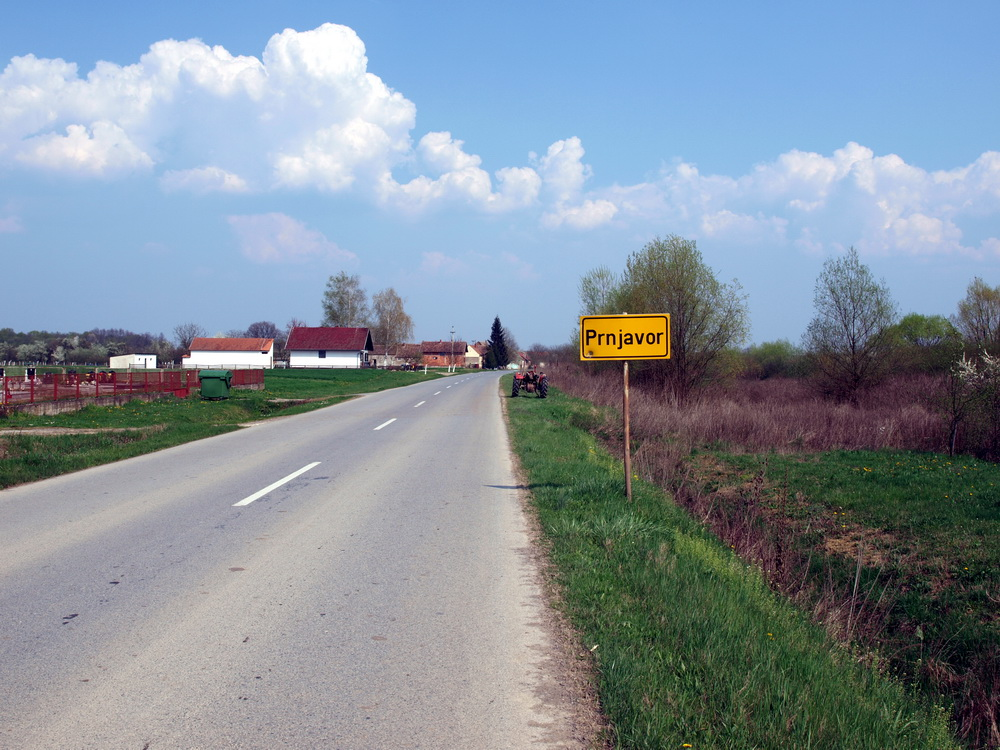
Prnjavor